# Information retrieval
L'information retrieval (IR), talvolta, meno di frequente, reso in lingua italiana come reperimento dell'informazione, è l'insieme delle tecniche utilizzate per gestire la rappresentazione, la memorizzazione, l'organizzazione e l'accesso ad oggetti contenenti informazioni quali documenti, pagine web, cataloghi online e oggetti multimediali. Il termine è stato coniato da Calvin Mooers alla fine degli anni quaranta del Novecento ed oggi è usato quasi esclusivamente in ambito informatico.
È un campo interdisciplinare che nasce dall'incrocio di discipline diverse coinvolgendo la psicologia cognitiva, l'architettura informativa, la filosofia (vedi la voce ontologia), il design, il comportamento umano sull'informazione, la linguistica, la semiotica, la scienza dell'informazione e l'informatica. Molte università e biblioteche pubbliche utilizzano sistemi di information retrieval per fornire accesso a pubblicazioni, libri ed altri documenti.

## Scopo dell'information retrieval
Lo scopo dell'information retrieval è di soddisfare il cosiddetto "bisogno informativo dell'utente", ovvero garantire a quest'ultimo, in seguito ad una sua ricerca, i documenti e le informazioni che rispondono alla sua richiesta.
Due concetti sono di fondamentale importanza per analizzare un sistema di information retrieval: query ed oggetto.
- Le query ("interrogazioni") sono stringhe di parole-chiave rappresentanti l'informazione richiesta. Vengono digitate dall'utente in un sistema IR (per esempio, un motore di ricerca) e sono la concretizzazione del reale bisogno informativo dell'utente.
- Un oggetto è un'entità che possiede informazioni le quali potrebbero essere risposta dell'interrogazione dell'utente. Un documento di testo, per esempio, è un oggetto di dati.

### Task
Comunemente, si definisce task di un sistema di information retrieval una situazione tipica che un sistema di questo genere deve risolvere.
Nel momento in cui un utente intende usare un qualsiasi sistema di reperimento dell'informazione (per esempio, un motore di ricerca) per acquisire informazioni su un determinato argomento, questi deve tradurre tale necessità in una query; il sistema di information retrieval ha il compito di restituire, a partire da essa, tutti i documenti rilevanti alla richiesta effettuata.

## Misure di prestazione
Ci sono molti modi per misurare quanto l'informazione intesa si associa bene all'informazione recuperata.

### Precisione
La precisione (in inglese precision) è la proporzione di documenti pertinenti fra quelli recuperati:
P = (numero di documenti pertinenti recuperati) / (numero di documenti recuperati)
Nella classificazione binaria la precisione è analoga al valore positivo di previsione.
La precisione può anche essere valutata rispetto a un certo valore soglia, indicato con P@n, piuttosto che relativamente a tutti i documenti recuperati: in questo modo, si può valutare quanti fra i primi n documenti recuperati sono rilevanti per la query.
Il significato e l'uso del termine precisione nel campo dell'information retrieval differiscono quindi dalla definizione di accuratezza e precisione tipiche di altre discipline scientifiche e tecnologiche.

### Recupero
Il recupero o richiamo (in inglese recall) è la proporzione fra il numero di documenti rilevanti recuperati e il numero di tutti i documenti rilevanti disponibili nella collezione considerata:
R = (numero di documenti rilevanti recuperati) / (numero di documenti rilevanti)
Nella classificazione binaria, questo valore è chiamato sensitività.

### Misura F
La misura F (in inglese F-measure) è la media armonica pesata fra precisione e recupero. La versione tradizionale, detta anche bilanciata, è data da:
{\displaystyle F=2\times \mathrm {precisione} \times \mathrm {recupero} /(\mathrm {precisione} +\mathrm {recupero} ).}
Questa misura è anche detta {\displaystyle F_{1}}, perché sia la precisione che il recupero nella formula precedente hanno appunto il peso 1.
In generale, la formula è:
{\displaystyle F_{N}=(1+N^{2})\times \mathrm {precisione} \times \mathrm {recupero} /((N^{2}\times \mathrm {precisione} )+\mathrm {recupero} ).}
Altre due formule comuni sono {\displaystyle F_{0.5}}, che assegna alla precisione un peso doppio rispetto al recupero, e la {\displaystyle F_{2}}, che al contrario pesa il recupero al doppio della precisione.

## Tassonomia dei modelli

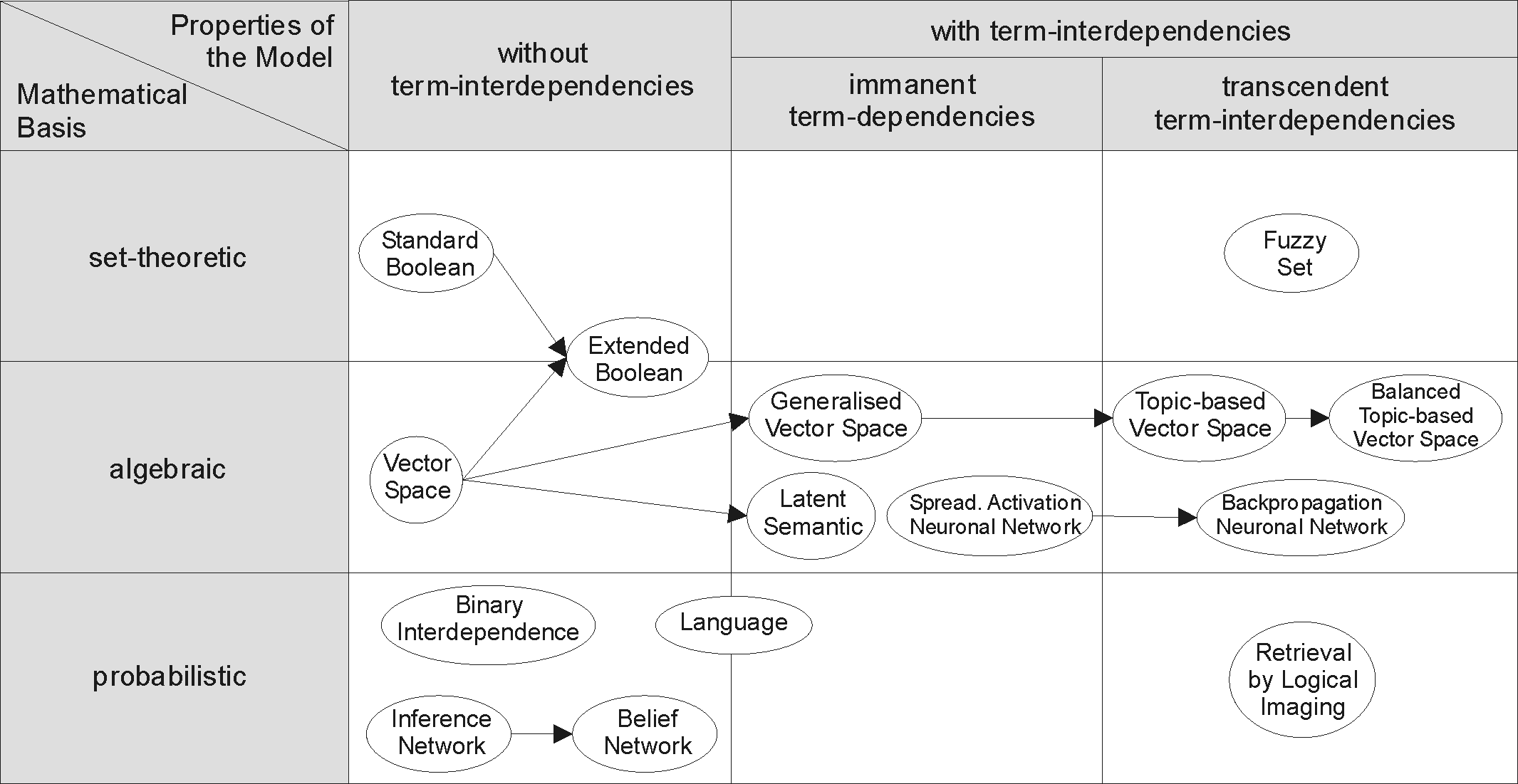
classificazione dei modelli IR (tradotto da fonte originale)

Per concludere con successo una ricerca di informazioni, è necessario rappresentare i documenti in qualche modo. C'è un certo numero di modelli aventi tale scopo. Essi possono essere classificati secondo due criteri, come mostrato in figura: in base ad un criterio matematico e in base alle proprietà del modello (tradotto da fonte originale  logos-verlag.de.).

### Classificazione matematica dei modelli
- I modelli set-theoretic rappresentano i documenti mediante insiemi. Le somiglianze derivano in genere da operazioni teoriche su questi insiemi. I modelli più comuni sono:
  - Modello booleano standard
  - Modello booleano esteso
  - Recupero fuzzy
- I modelli algebrici rappresentano i documenti e le query con vettori, matrici o tuple, che, utilizzando un numero finito di operazioni algebriche, vengono trasformati in una misura numerica, la quale esprime il grado di somiglianza dei documenti con la query.
  - Modello a spazio vettoriale
  - Modello a spazio vettoriale generalizzato
  - Topic-based vector space model (literature: , )
  - Modello booleano esteso
  - Enhanced topic-based vector space model (literature: , )
  - Latent semantic indexing aka latent semantic analysis
- I modelli probabilistici trattano il processo di recupero dei documenti come un esperimento aleatorio multi-livello. Le somiglianze sono quindi rappresentate come probabilità. I teoremi probabilistici come il teorema di Bayes sono spesso usati in questi modelli.
  - Binary independence retrieval
  - Uncertain inference
  - Language models
  - Divergence from randomness models

### Classificazione in base alle proprietà dei modelli
- Modelli senza interdipendenza dei termini trattano diversi termini/parole come non interdipendenti. Ciò viene rappresentato spesso nei modelli a spazi vettoriali affermando che i vettori dei termini siano ortogonali, o nei modelli probabilistici affermando che le variabili dei termini siano indipendenti.
- Modelli con interdipendenza dei termini intrinseca consentono una rappresentazione diretta delle interdipendenze tra termini. Comunque il grado di interdipendenza tra due termini è definito dal modello stesso. In genere, esso è direttamente o indirettamente derivato (vedi per es. dimensional reduction) dalla co-occorrenza di questi termini nell'intero insieme di documenti.
- Modelli con interdipendenza dei termini trascendente consentono una rappresentazione diretta delle interdipendenze tra termini, ma essi non riportano come l'interdipendenza tra due termini sia definita. Si riferiscono ad una fonte esterna per stabilire il grado di interdipendenza tra due termini (ad esempio un umano o degli algoritmi sofisticati).

### Annotazioni
1. ↑  «La traduzione letterale in italiano è sicuramente più chiara, Information Retrieval vuol dire reperimento delle informazioni.»[4]

### Fonti
1. ↑   Terminologia dell’Unione Europea — Information Retrieval, su IATE, iate.europa.eu. URL consultato il 13 marzo 2023.
2. ↑   Giorgio Maria Di Nunzio, Università di Padova, Tecnologie per la Traduzione 2020/2021, Reperimento dell’Informazione (PDF), su ssu.elearning.unipd.it. URL consultato il 13 marzo 2023.
3. ↑   Alberto Costa, LSPR: un modello di reperimento dell’informazione (PDF), su lix.polytechnique.fr. URL consultato il 13 marzo 2023.
4. ↑   Andrea Minini, Information Retrieval ( IR ), su andreaminini.com, 13 marzo 2023.